# Golf (Sport)

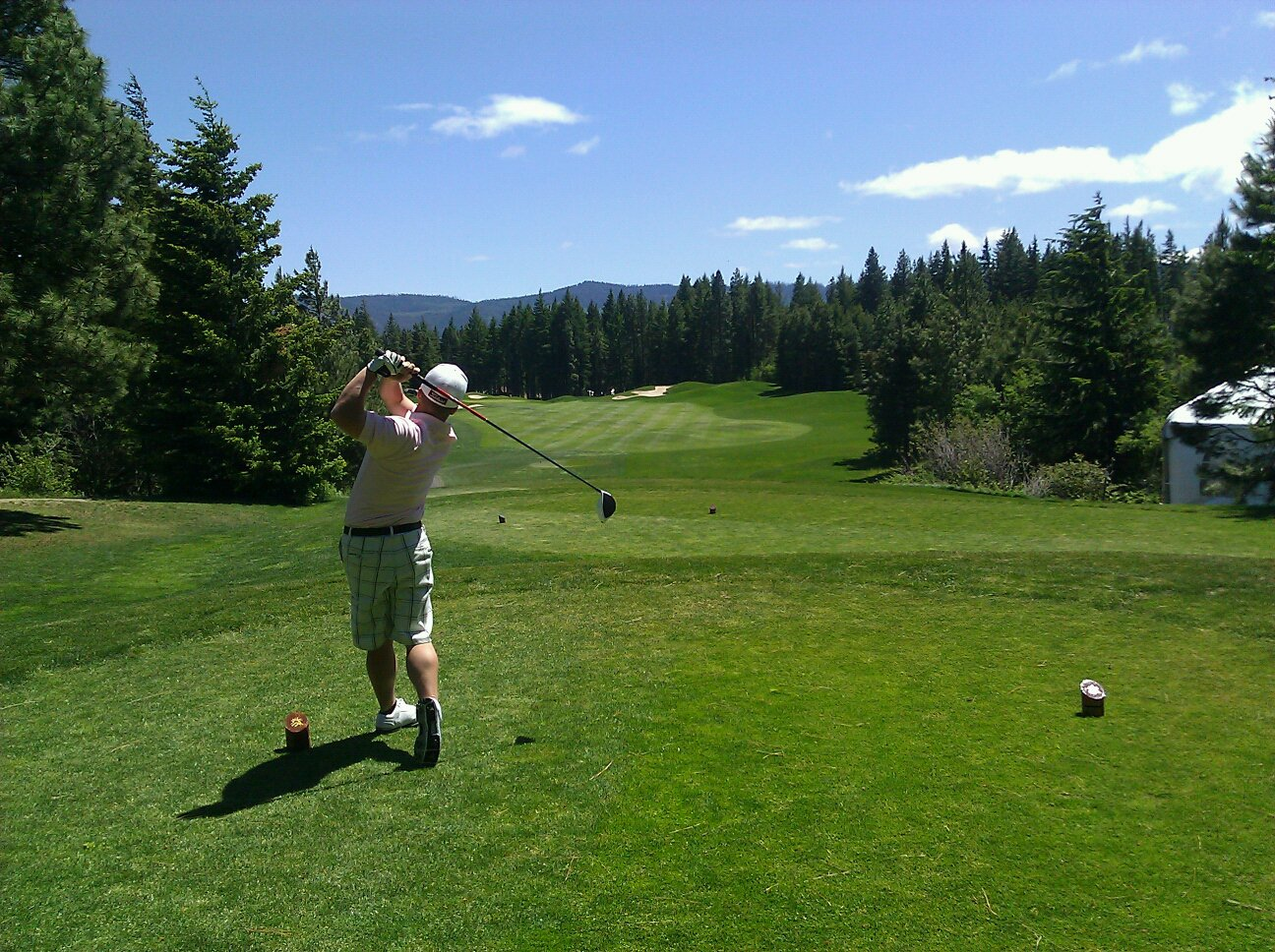
Golfer beim Abschlag

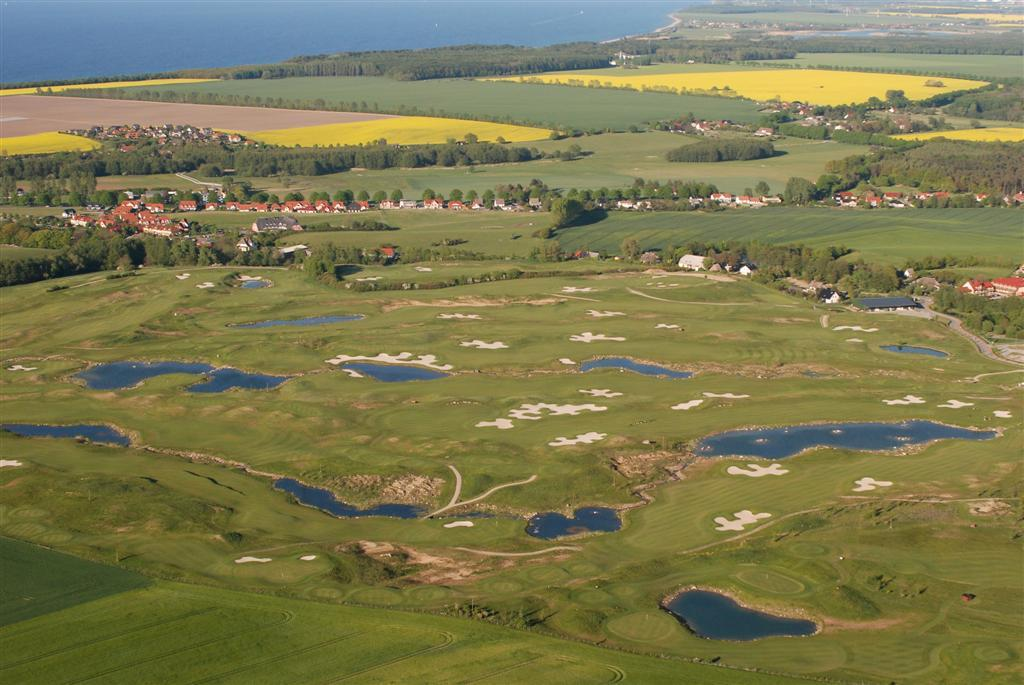
Luftbild Golfplatz Wittenbeck an der Ostsee in Mecklenburg

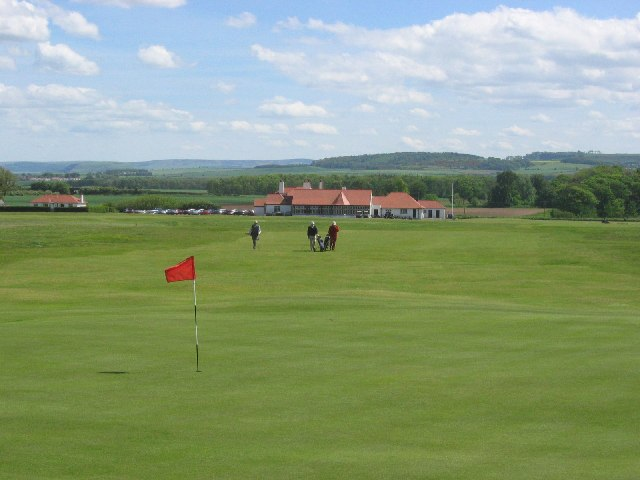
Golfspieler in Schottland

Golf ist eine traditionelle Ballsportart. Es gilt, einen Ball mit möglichst wenigen Schlägen, in Übereinstimmung mit den offiziellen Golfregeln, vom Abschlag in das Loch zu spielen, wobei verschiedene Golfschläger zum Einsatz kommen. Eine Golfrunde besteht in der Regel aus 9 oder 18 Spielbahnen, die nacheinander auf einem Golfplatz absolviert werden.
Der internationale Dachverband ist die International Golf Federation (IGF) mit Sitz in Lausanne, in der 143 Mitgliedsverbände aus 138 Ländern organisiert sind. Insgesamt gibt es weltweit mehr als 60 Millionen organisierte Golfspieler.

## Geschichte

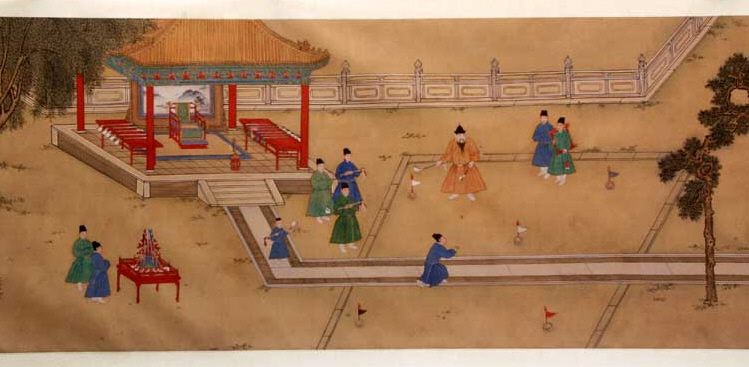
Kaiser Xuande bei einer Art Golfspiel in China (um 1425–1435)

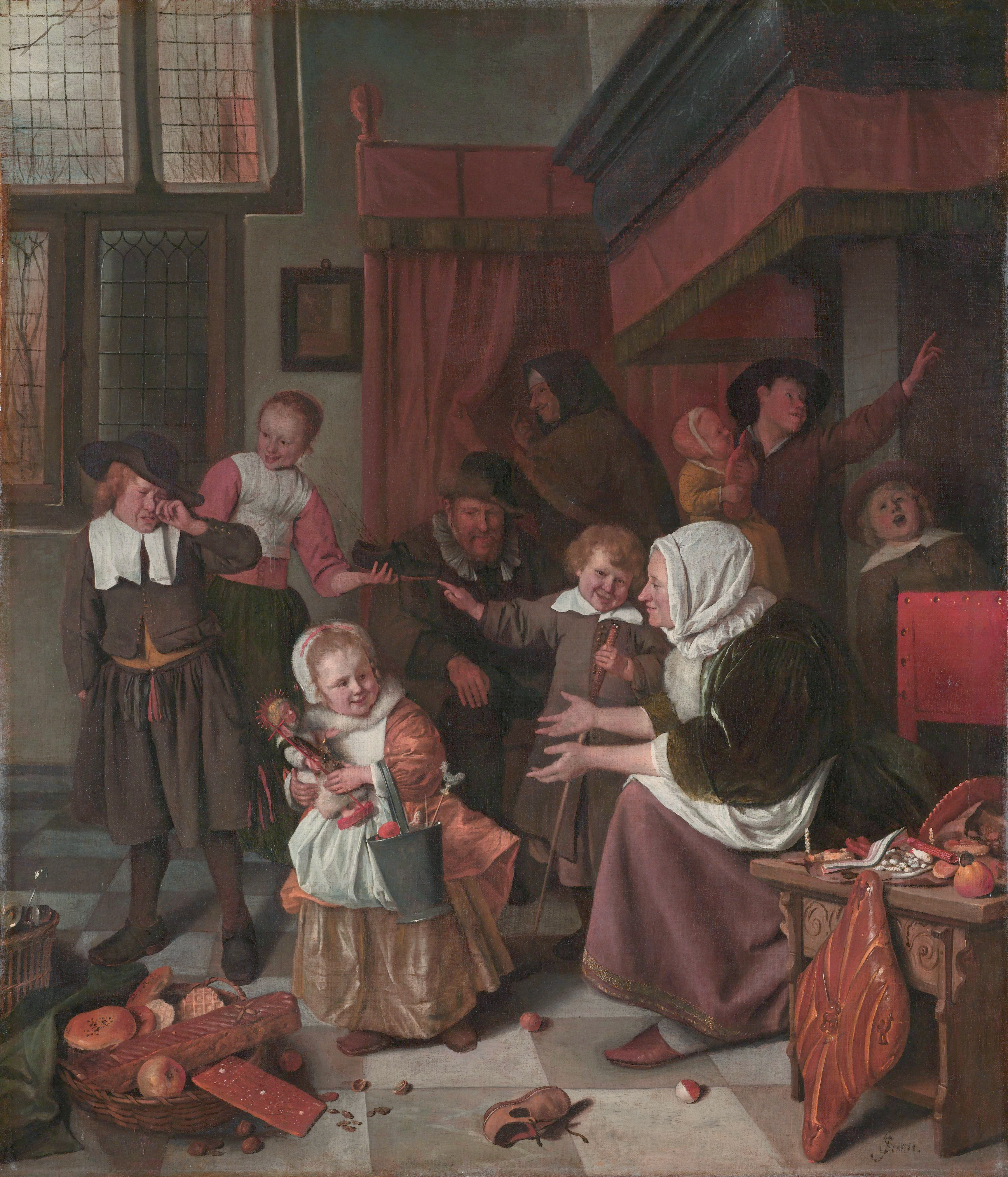
Das St. Nikolausfest – Gemälde des niederländischen Malers Jan Steen, um 1665. Das Kind in der Bildmitte hält einen Colf (Schläger für das gleichnamige Spiel); man beachte die Bälle auf dem Fußboden, ein hölzerner und ein „Feathery“ (mit Federn gefüllter Lederball).

### Theorien zur Entstehung

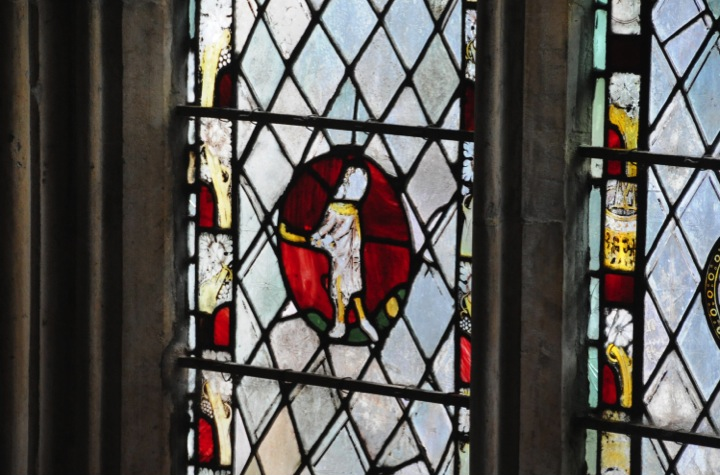
Das berühmte „Golf-Fenster“ in der Kathedrale von Cloucester, das Sir Thomas Broadstone um 1350 gestiftet haben soll, um seiner Kameraden zu gedenken, die in der Schlacht von Crecy 1346 bzw. in der Belagerung von Calais (1347) kämpften

Allgemein gelten die Schotten als Erfinder des Golfs, es gibt jedoch andere Theorien, die den Ursprung in Kontinentaleuropa sehen. Häufig genannt werden dabei Holland (1297: Colf in Loenen aan de Vecht, mittlerweile jedoch als rein mündliche Überlieferung relativiert), Frankreich (Chole um 1200, Paille-Maille dokumentiert ab 1416, Abbildung eines auf einen Zielstock puttenden Golfers im Stundenbuch der Adelaïde von Savoyen um 1450), Brüssel (1360: Verbot des Colven) und Flandern (Abbildung eines auf ein Loch puttenden Golfers auf Eis in einem Gebetbuch um 1480). In der Kathedrale von Gloucester gibt es ein Glasfenster von 1340, das einen Golfer zeigen soll. Aber auch schon im alten Ägypten, im antiken Rom (paganica) und im frühen Japan, Korea (tagu, ab 1400) und China (chuiwan, ab ca. 1000) finden sich Hinweise auf ein Spiel mit Ball und Schlägern.
Es ist daher umstritten, bis zu welchem Punkt man noch von Vorläufern ausgehen muss (aus denen sich dann auch Hockey, Croquet, Baseball oder Billard entwickelten) und ab wann tatsächlich von Golf gesprochen werden kann. Letztlich hängt das von den Kriterien ab, die man als unabdingbar für den Golfsport definiert. So ist es beispielsweise erst seit Pieter van Afferdens lateinischem Lehrbuch von 1545 zweifelsfrei verbürgt, dass beim Ausführen des Golfschlages der Spieler nicht vom Gegner gestört werden darf. Die frühesten schottischen Dokumente könnten sich insoweit auch auf eine Sportart beziehen, die zwar „Golf“ genannt wurde, aber eher dem brutalen Kampfspiel Soule bzw. Soule à la Crosse entsprach.
Demgegenüber steht jedoch die Tatsache, dass sich von allen Früh- oder Vorformen des Golfspiels nur die schottische Variante bis heute erhalten hat. Alle anderen Spielformen verschwanden irgendwann oder entwickelten sich in eine andere Richtung – beispielsweise wurde aus Colf das Indoor-Spiel Kolf. Das heute übliche Golfspiel wurde in allen nicht britischen Ländern erst im 19. oder 20. Jahrhundert eingeführt bzw. reimportiert.
Verwoben mit der Frage der Herkunft des Spiels ist die Etymologie des Wortes; beispielsweise geht der Sporthistoriker Heiner Gillmeister davon aus, dass das erstmals 1457 bezeugte schottische golf eine Entlehnung des niederländischen kolv („Schläger“) ist. Robin K. Bargmann hingegen vertritt die Meinung, dass sich das niederländische Colf und das schottische Golf gleichzeitig entwickelten und beide Begriffe auf das lateinische Wort clava („Knüppel“) zurückzuführen sind.

### Etablierung des Golfs auf der Britischen Insel (15.–17. Jahrhundert)
Das erste schriftliche Zeugnis des Golfs in der heutigen Schreibweise stammt aus dem Jahr 1457, als das schottische Parlament mit König James II. als treibender Kraft „ye fut bawe and ye golf“ verbot und stattdessen das Üben des Bogenschießens anordnete. Der Bann wurde von den Königen James III. (1471) und James IV. (1491) noch einmal bekräftigt. Er fiel 1502 dem Friedensschluss zwischen Schottland und England zum Opfer, der die paramilitärischen Übungen der Bevölkerung nicht mehr angemessen erscheinen ließ. Bald darauf wurde bekannt, dass James IV. selbst Golf spielte, als eine Rechnung über für ihn angefertigte Golfschläger im offiziellen Etat des Hofes auftauchte.
Durch die königliche Unterstützung verbreitete sich Golf im 16. Jahrhundert über ganz Großbritannien. Der erste bürgerliche Golfer fand 1527 Erwähnung, ein gewisser Sir Robert Maule soll auf den Barry Links in der Nähe des modernen Carnoustie gespielt haben. Die erste Referenz auf Golf in St Andrews stammt von 1552, im Folgejahr erließ der Erzbischof ein Dekret, das der lokalen Bevölkerung das Spiel auf den Links gestattete. In der Folge führte Maria Stuart den Sport in Frankreich ein. Von ihr ist außerdem aus dem Jahr 1567 überliefert, dass sie unmittelbar nach der Ermordung ihres Gatten Golf spielte, wofür sie allgemein kritisiert wurde. Der erste Golfschlägerbauer wurde 1603 urkundlich, als William Mayne von König James VI zum „Royal Clubmaker“ ernannt wurde. Der „Featherie“, ein mit Federn gefüllter Lederball, kam 1618 ins Spiel.

### Internationaler Aufschwung (17.–19. Jahrhundert)
Die erste Erwähnung des Golfs in Amerika war ein Verbot des Spiels in den Straßen von Albany, New York, aus dem Jahr 1659. Das erste internationale Match fand 1682 in Leith statt, als Schottland (repräsentiert durch James, Duke of York und John Paterson) ein ungenanntes englisches Duo besiegte. In diesem Kontext wurde auch der erste Caddie bekannt: Ein Andrew Dickson trug die Schläger des Duke of York. 1691 wurde St Andrews in einem privaten Brief als „Metropolis of golfing“ beschrieben.
Im Jahre 1735 wurde mit der Royal Burgess Golf Society der erste Golfclub gegründet, wobei die Quellenlage hier umstritten ist. Der erste Export von Golfschlägern nach Amerika ist von 1743 überliefert. In Leith gründeten sich 1744 die Gentlemen Golfers of Leith, die auch das erste formale Regelwerk des Golfs herausbrachten. Später wurde aus ihnen die heute noch existierende Honourable Company of Edinburgh Golfers. Als ältester Golfclub, der ununterbrochen am gleichen Standort existierte, gilt die 1754 gegründete St Andrews Society of Golfers, später umbenannt in Royal & Ancient Golf Club of St Andrews. Das Zählspiel wurde 1759 in St Andrews erstmals erwähnt, davor gab es nur die Spielform des Lochspiels. Im Jahre 1764 wurde die 18-Loch-Runde eingeführt. Royal Blackheath in der Nähe von London wurde 1766 der erste Golfclub außerhalb Schottlands und 1768 wurde in Leith das erste Clubhaus eröffnet.

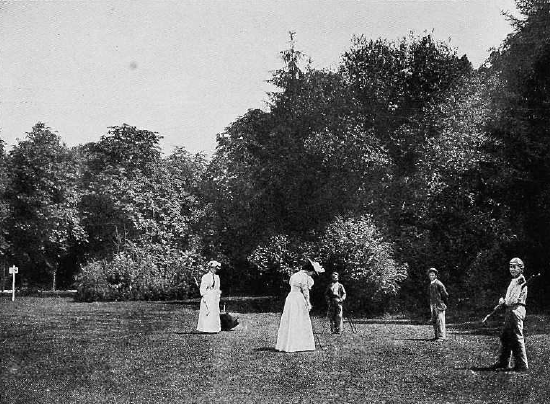
Golf im Kurpark Bad Homburg um 1903

Das erste dokumentierte Damenturnier wurde 1810 in Musselburgh (10 km östlich von Edinburgh) abgehalten, 1867 konstituierte sich der erste Damengolfclub in St Andrews. Außerhalb der britischen Hauptinsel kam es 1820 zur ersten Clubgründung in Bangalore, Kontinentaleuropa startete 1856 in Pau. Der Hickory-Schaft setzte sich ab 1826 gegen andere Holzarten durch, 1891 kam der Stahlschaft auf den Markt. Ab 1848 wurde der Featherie durch den weiter fliegenden und billiger herzustellenden Guttapercha Ball abgelöst, der wiederum aus denselben Gründen 1898 dem Haskell Ball, einem umwickelten Hartgummikern, weichen musste. Die Open Championship, das älteste noch heute gespielte Turnier, feierte 1860 ihre Premiere in Prestwick. Young Tom Morris gelang 1867 das erste überlieferte Hole in One. Im Jahre 1892 konstituierte sich mit dem Darmstadt Golf Club der erste Club in Deutschland; britische Kurgäste spielten bereits seit 1889 im Kurpark Bad Homburg, eine Gruppe deutscher Jugendlicher um Philipp Heineken ab 1890 in den Neckarauen bei Cannstatt. Der erste Golfplatz in der Schweiz wurde 1890 in St. Moritz eröffnet. Die Gründung der USGA fiel ins Jahr 1894, die Zählweise nach Stableford wurde 1898 erfunden und das Holztee 1899 patentiert.

### Golf in der Moderne (20.–21. Jahrhundert)

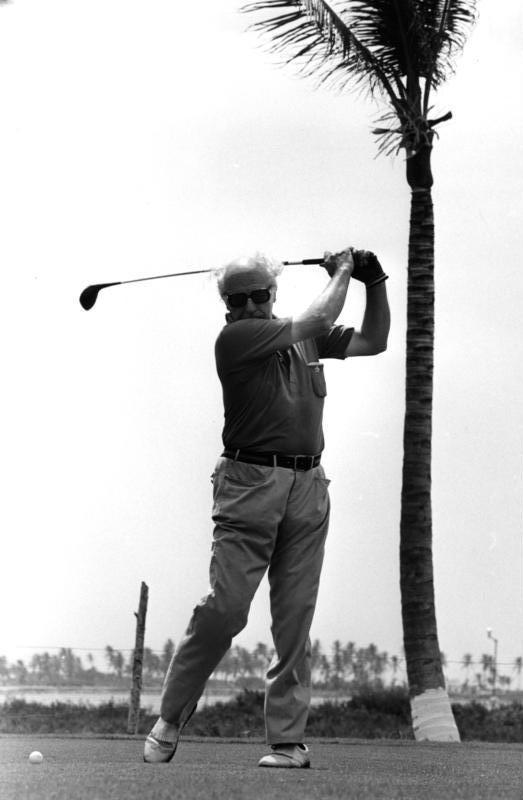
Bundespräsident Walter Scheel beim Golfspiel während seines Aufenthalts in Mexiko (Juni 1977)

Golf war bei den Olympischen Sommerspielen 1900 und 1904 als Disziplin vertreten. 1902 erschienen Grooves auf dem Schlägerblatt, 1905 Dimples auf dem Golfball, dafür wurden 1910 die center-shafted Putter und 1911 die Stahlschäfte vom R&A wieder aus dem Spiel genommen. Der Deutsche Golf Verband nahm 1907 seine Geschäfte auf. Mit der Professional Golfers Association of America konstituierte sich 1916 die erste Interessenvertretung für Berufsgolfer. Stahlschäfte waren ab 1929 wieder überall zugelassen und verdrängten nun endgültig die Hickory-Schäfte. Die Obergrenze von 14 Schlägern pro Spieler und Runde wurde 1938 erstmals angewandt. R&A und USGA einigten sich 1951 auf ein gemeinsames Regelwerk, gleichzeitig wurden Stymies abgeschafft und center-shafted Putter wieder erlaubt. Im Jahr 1963 erlebten der Gummigriff (vorher Leder) und gegossene Eisen (vorher geschmiedet) ihr Debüt, 1969 folgten der Graphitschaft und Cavity Back Eisen. Die bislang einzigen beiden Golfschläge auf dem Mond wurden vom Astronauten Alan Shepard im Jahr 1971 ausgeführt. Die ersten Driverköpfe aus Metall kamen 1979 heraus und verdrängten das Holz aus Persimmon. Titan wurde als Material für Hölzer im Jahr 1994 in den amerikanischen Markt eingeführt und setzte sich in der Folge durch.
In Hamburg wurde im Jahr 2001 für hörgeschädigte Golfer eine Vereinigung Hörgeschädigter Golfspieler, am 17. März 2007 die DGS Sparte Golf in Dortmund gegründet. Seit 2007 werden die Gehörlosen – Deutschen Meisterschaften ausgetragen. 2009 beschloss das IOC, dass Golf ab 2016 wieder olympische Sportart sein soll; eine Entscheidung auf Basis der weltweiten Breiten- und Spitzensportarbeit, der als vorbildhaft bewerteten Verbandsstrukturen und der vielen Golfspielvarianten sowie Einstiegsmöglichkeiten wie Cross- oder Swingolf. Gerade die Kultur des „downsizing“ – kennzeichnend für jede Massensportart – war ein wesentlicher Aspekt bei der Festlegung als künftige olympische Sportart.

## Regeln

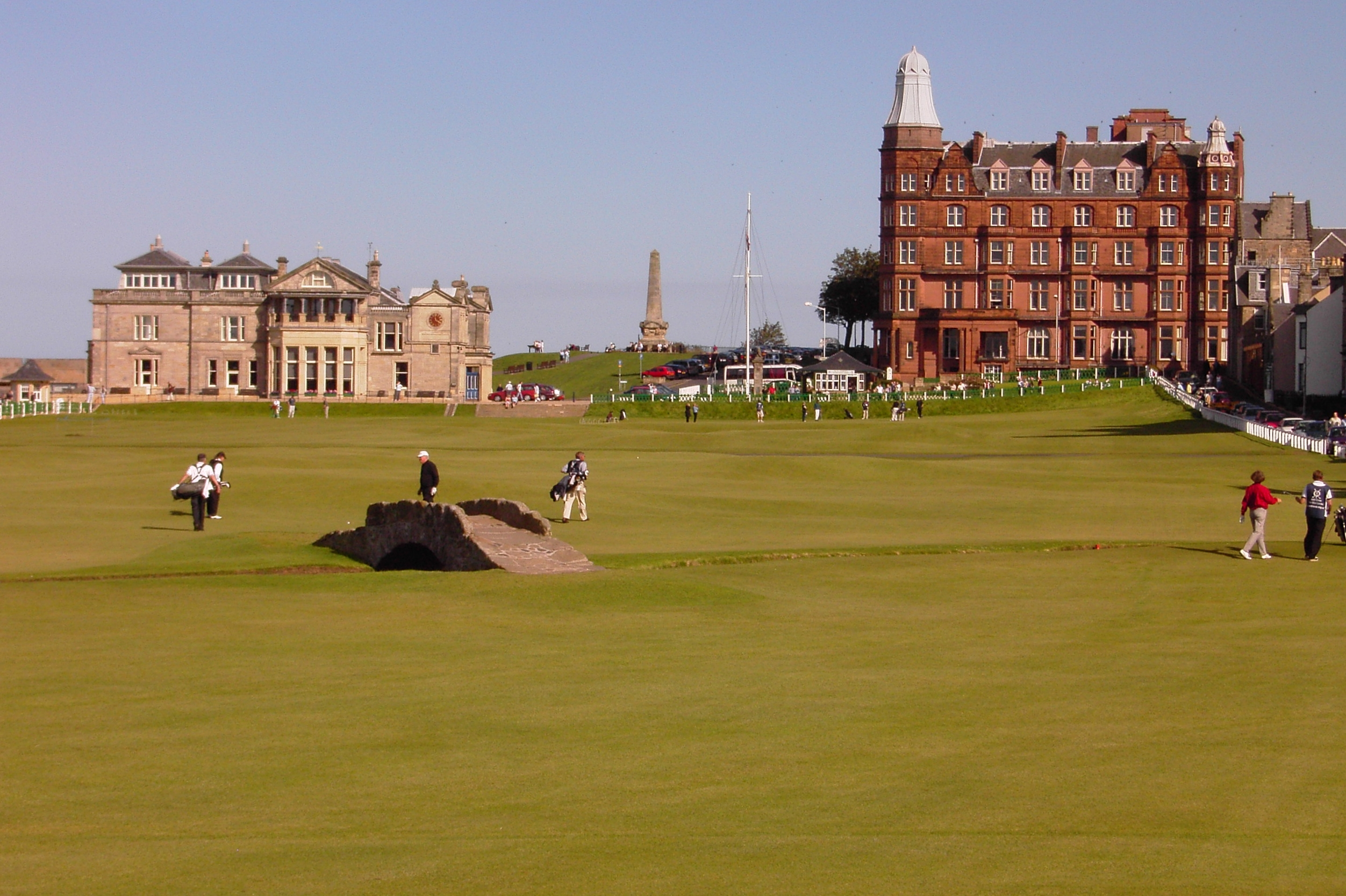
Klubhaus des The Royal and Ancient Golf Club of St Andrews vor dem weltbekannten Old Course

Die ersten schriftlich niedergelegten Regeln stammen aus dem Jahr 1744 von den Gentlemen Golfers of Leith. Die modernen Golfregeln haben ihren Ursprung jedoch in dem 1754 gegründeten Royal & Ancient Golf Club of St Andrews (R&A). Heute werden sie gemeinsam von R&A und United States Golf Association (USGA) herausgegeben. Nachdem 2019 erhebliche Änderungen im Vergleich zu den vorher geltenden Regeln durchgeführt wurden, sind mit der aktuellen Fassung (gültig ab dem 1. Januar 2023) einige kleinere Anpassungen vorgenommen worden. Weiterhin gibt es jedes Quartal eine Konkretisierung bestimmter, im Laufe der Wettspiele aufgetretener, Besonderheiten – die sogenannten „Clarifications“.
Eine Besonderheit im Golf ist das sehr große und weitgehend natürliche „Spielfeld“ (der sogenannte Golfplatz). Der Platz besteht aus dem Gelände sowie vier regeltechnisch besonderen Bereichen: dem Abschlag, Bunkern (Sandhindernisse), Penalty Area (Schonflächen oder Wasserhindernisse) und dem Grün. Grundsätzlich gilt, dass bei jedem Schlag der Spieler den Platz spielt, wie er ihn vorfindet und den Ball spielt, wie er liegt. Aber: Die Regeln enthalten Ausnahmen, die dem Spieler gestatten, die Verhältnisse des Platzes zu verändern und vom Spieler verlangen oder es ihm erlauben, den Ball von einer anderen Stelle als der zu spielen, an der er liegt. Je nach Balllage müssen demzufolge eine Vielzahl von möglichen Situationen mit den Golfregeln abgedeckt werden. Das ist unter anderem der Grund dafür, weshalb das Regelwerk mit seinen 25 Regeln in den Details umfangreich erscheint.
Des Weiteren zählen zu dem Bestandteil der Regeln auch die Definitionen der Golfregeln, die zu jeder Regel ergänzenden zusätzlichen „Klarstellungen“ (Detaillierungen von bestimmten Sachverhalten) und alle Platzregeln, die von der Spielleitung für das Turnier oder den Platz erlassen wurden. Darüber hinaus sind die Spieler dafür verantwortlich, alle Teile einer Ausschreibung zu befolgen, die von der Spielleitung erlassen wurden (wie Teilnahmevoraussetzungen, Art und Termin des Spiels, Anzahl der Runden und die Reihenfolge der Löcher einer Runde).
In jedem nationalen Golfverband (in Deutschland der DGV) gibt es eine Expertenkommission, welche strittige Regelfragen beantwortet, sofern sie den Sachverhalt für nicht eindeutig hält.

### Ziel des Spiels

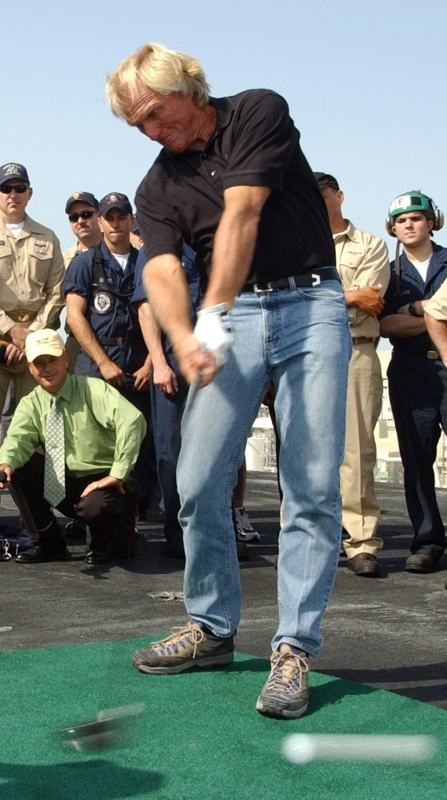
Greg Norman beim Abschlag: kurz nach dem Treffmoment

Es gilt, einen Golfball (Durchmesser mindestens 42,67 mm, Gewicht höchstens 45,93 Gramm) mit möglichst wenigen Golfschlägen von einer als Abschlag bezeichneten Fläche in Übereinstimmung mit den Golfregeln in ein 10,8 cm durchmessendes und in der Regel mehrere hundert Meter entferntes, kreisrundes Loch zu spielen. Der Golfplatz umfasst in der Regel 9 bis 18 Spielbahnen, die insgesamt über 7.000 Meter lang sein können.
Kann der Ball nicht regelgerecht gespielt werden (zum Beispiel weil er nicht mehr auffindbar oder in einem Teich versunken ist), so sehen die Golfregeln bestimmte Möglichkeiten der Wiederaufnahme vor, jedoch zumeist unter Zurechnung von Strafschlägen. Die Summe der Schläge bis zum Einlochen des Balles (Golfschläge + Strafschläge) wird Score genannt und auf einem vorgefertigten Ergebniszettel, der sogenannten Scorekarte, notiert.

### Par
Für jede Spielbahn (auch „Loch“ genannt) ist ein Par (vom lateinischen par „gleich“) definiert. Dieser Wert steht für die Anzahl an Schlägen, die ein sehr guter Spieler (ein Scratch-Golfer, jemand also, der Handicap 0 spielt) durchschnittlich benötigt, um den Ball vom Abschlag in das Loch zu spielen. Bei der Berechnung des Par für eine Spielbahn wird immer davon ausgegangen, dass zwei Putts auf dem Green ausgeführt werden. Dazu kommt dann eine bestimmte Anzahl von Schlägen für das Spiel vom Abschlag auf das Grün. Diese Anzahl variiert mit der Entfernung zum Loch, nicht mit der Schwierigkeit, die zusätzlich durch Bunker, Hügel, Wasser usw. gegeben ist und separat als Course- und Slope-Rating angegeben wird.
Die Golfregeln des R&A benutzen zwar den Begriff „Par“, schreiben jedoch nicht vor, wie genau das Par eines Lochs ermittelt wird, dies bleibt den nationalen Verbänden vorbehalten. Der DGV benutzt derzeit (Stand Oktober 2020) folgende Längeneinstufungen:
| Par | Damen         | Herren        |
| --- | ------------- | ------------- |
| 3   | bis 200 m     | bis 235 m     |
| 4   | 185 bis 385 m | 220 bis 450 m |
| 5   | ab 350 m      | ab 415 m      |

In begründeten Einzelfällen ist auch eine Einstufung abweichend von diesem Schema möglich (z. B. bei besonders starkem Gefälle), dies muss jedoch vom jeweiligen Golfclub gesondert beantragt und vom DGV genehmigt werden.
Liegt der Ball eines Spielers mit „Par minus 2“ Schlägen auf dem Grün, so spricht man von einem „Green in Regulation“. Ein 18-Loch-Platz weist häufig vier Par-3-Löcher, zehn Par 4 und vier Par 5 auf. Somit ergibt sich üblicherweise ein Par von 72 für die gesamte Runde. Bei 9-Loch-Plätzen halbieren sich diese Zahlen entsprechend, wobei sich gerade unter den 9-Loch-Plätzen viele Kurzplätze finden, die hauptsächlich aus Par-3-Löchern bestehen.
Folgende Bezeichnungen haben sich für die verschiedenen möglichen Scores an einem Loch eingebürgert:
| Fachbegriff                                                       | Bedeutung                                                   |
| ----------------------------------------------------------------- | ----------------------------------------------------------- |
| Ass (engl. „Ace“), Hole-in-one                                    | Schlag, der den Ball direkt vom Abschlag ins Loch befördert |
| Condor (auch Double Albatross oder Triple Eagle genannt)          | vier Schläge unter Par                                      |
| Albatros (englisch (UK): Albatross, englisch (USA): Double Eagle) | drei Schläge unter Par                                      |
| Eagle                                                             | zwei Schläge unter Par                                      |
| Birdie                                                            | ein Schlag unter Par                                        |
| Par oder Even                                                     | genau Par                                                   |
| Bogey                                                             | ein Schlag über Par                                         |
| Double Bogey                                                      | zwei Schläge über Par                                       |
| Triple Bogey                                                      | drei Schläge über Par                                       |
| Quadruple Bogey                                                   | vier Schläge über Par                                       |

### Spielformen, Zählweisen
Es gibt zwei grundsätzliche Spielformen bei Wettspielen, nämlich Zählspiel und Lochspiel, wobei jeweils einige Varianten existieren. Beim Zählspiel kommt es auf den erzielten Score im Vergleich zum Rest des Teilnehmerfeldes an. Da kein direkter Gegner existiert, spricht man hier auch oft vom Spiel gegen den Platz. Beim Lochspiel gilt es demgegenüber, einen bestimmten Gegner zu schlagen, indem man mehr Löcher gewinnt (d. h. das jeweilige Loch mit einem niedrigeren Score abschließt) als dieser.
Für beide Spielformen gibt es wiederum zwei Zählweisen, nämlich brutto (der tatsächlich gespielte Score ist maßgeblich) und netto (der gespielte Score wird angepasst, um einen Ausgleich für die unterschiedliche Spielstärke der Teilnehmer zu schaffen). Somit ergibt sich aus dem Brutto-Tableau der absolut beste Golfer und die Nettozählweise ermittelt den relativ besten Spieler, der also im Vergleich zu seiner persönlichen Spielstärke am erfolgreichsten war.
Eine in Deutschland weitverbreitete Variante des Zählspiels ist das Zählspiel nach Stableford. Mittels dieser Spielform werden auch die Handicaps der im Deutschen Golf Verband (DGV) organisierten Golfer ermittelt.

### Handicap
Das Handicap drückt das Spielpotenzial des Golfspielers aus. Es gibt an, um welchen Abzug das tatsächlich gespielte Ergebnis bei einer Nettowertung angepasst wird, und ermöglicht einen spannenden Wettkampf auch zwischen Kontrahenten unterschiedlicher Spielstärke. In anderen Ländern wurden die Handicaps von den dortigen Golfverbänden teilweise nach anderen Methoden ermittelt, insoweit war manchmal nur eine sehr grobe Vergleichbarkeit gegeben.
Das Handicap eines Spielers wird in einer Durchschnittsberechnung aus den besten 8 der letzten 20 Spielergebnisse ermittelt. Zusammen mit der Schwierigkeit des Platzes (beurteilt in Slope (Schwierigkeit) und CR (Länge)) ist es die Berechnungsgrundlage für die Vorgabenschläge beim Spiel auf einem konkreten Golfplatz. Insofern kann das Course-Handicap vom tatsächlichen Handicap abweichen.
Überall auf der Welt wird unter dem Begriff Bogey-Golfer ein fortgeschrittener Amateur verstanden, der im Durchschnitt mit einem Schlag über Par einlocht, wohingegen der Scratch-Golfer um Par herum spielt, damit ein Handicap von Null hat und zumindest von der Spielstärke her als Profi gilt.

## Spielgerät

### Golfschläger

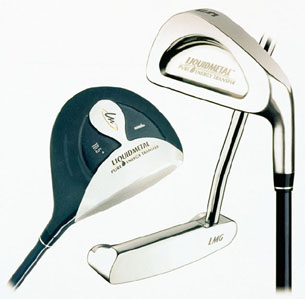
Holz, Putter und Eisen

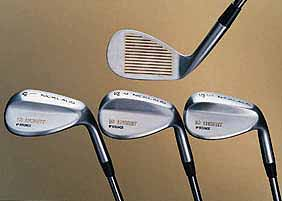
Wedges

Gemäß den Golfregeln können bis zu 14 Schläger vom Spieler auf eine Golfrunde mitgenommen werden. Die Schläger unterscheiden sich durch die Länge des Schafts (beim Golf gemessen in Zoll), Loft, Bauform und Material. Grundsätzlich wird die Flugbahn des Balles durch den Loft und die Schaftlänge gesteuert: je mehr Loft, desto höher und kürzer die Flugbahn; je länger der Schläger, desto stärker kann er beschleunigt werden und desto weiter fliegt der Ball.
Für den Abschlag und die weiten Schläge (Bereich ab 180 m) auf dem Fairway werden die Hölzer eingesetzt. Sie sind die längsten Schläger und haben den größten Schlägerkopf, der hohl und trotz seines Namens heute nicht mehr aus Holz ist. Die meisten Spieler haben ein Holz 1 (auch Driver genannt) in ihrem Bag und noch ein bis drei weitere Hölzer für kürzere Entfernungen (Holz 3, 5, 7).
Für die mittellangen Schläge (70–180 m) werden Schläger aus Eisen eingesetzt, die im Vergleich zu den Hölzern genauere Schläge erlauben. Eisen sind die am flexibelsten einsetzbaren Schläger. Es ist durchaus möglich, eine Golfrunde nur mit einem halben Satz Eisen zu bestreiten.
Hybrid- oder Rescue-Schläger sind eine Mischung aus Eisen- und Holzschläger, sie bieten einen Kompromiss zwischen der Länge eines Holzes und der Genauigkeit eines Eisens. Normalerweise hat ein Spieler nicht mehr als ein oder zwei Hybridschläger. Diese dienen dann zumeist als Ersatz für ein langes Eisen.
Für die kurzen Schläge rund ums Grün (unter 100 m) oder für sehr schwierige Lagen (Bunker, Gräben, hohes Gras) werden die Wedges benutzt. Sie ähneln den Eisen, sind aber kürzer und haben mehr Loft. Zu einem Standardsatz gehören mindestens das Pitching Wedge und das Sand Wedge. Darüber hinaus gibt es noch das Gap Wedge und das Lob Wedge.
Zum Einlochen des Balles auf dem Grün wird der Putter benutzt. Das Spielen mit diesem Schläger wird entsprechend putten genannt. Der Ball fliegt dabei nicht durch die Luft wie bei den anderen Schlägern, sondern rollt über das Grün. Der Putter ist besonders wichtig, da er öfter als jeder andere Schläger benutzt wird (der Par-Standard geht von zwei Putts pro Loch aus).

### Trolley und Golfbag
Ein Trolley wird dazu verwendet, um ein Golfbag, das den Golfschlägersatz und andere während des Golfspiels nützliche Utensilien (Bälle, Regenkleidung, Getränke, Verpflegung etc.) enthält, komfortabel über den Golfplatz zu transportieren.
Ein Golftrolley hat in aller Regel auch einen Regenschirm- und einen Scorekartenhalter.
Man unterscheidet
- unmotorisierte, meist zweirädrige Trolleys, die man konventionell hinter sich herzieht oder auch als drei- oder vierrädrige Pushtrolleys vor sich herschiebt, und
- motorisierte Trolleys, die mit einem Elektromotor ausgestattet sind, der durch eine wiederaufladbare Batterie betrieben wird. Diese Elektrotrolleys sind meistens dreirädrig, haben eventuell sogar eine Sitzmöglichkeit und werden geführt, indem der Golfspieler hinterhergeht. Alternativ gibt es Elektro Trolleys mit Fernbedienung.

Oft wird ein Trolley fälschlicherweise als Caddie oder sogar Cart bezeichnet.

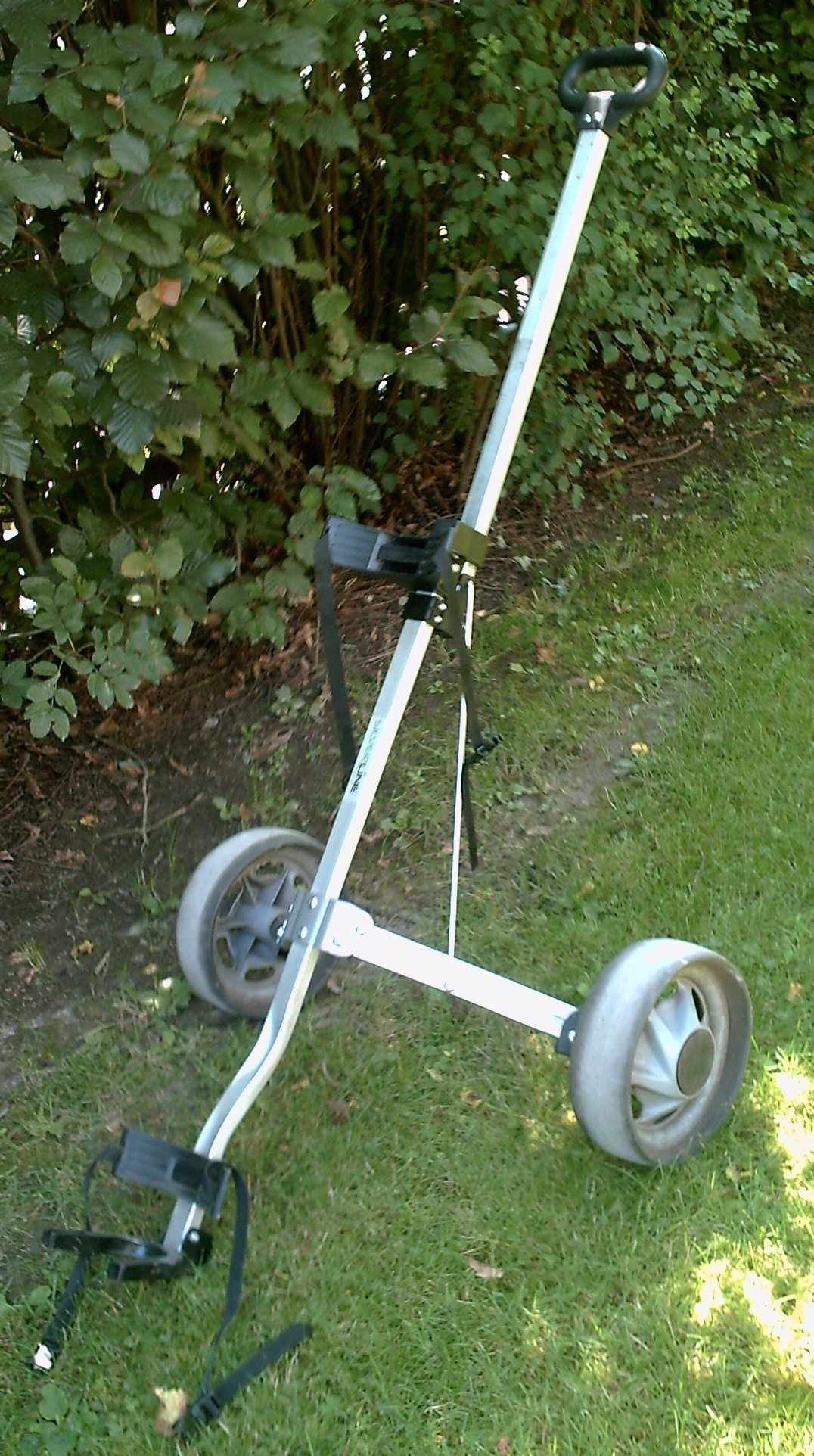
Unmotorisierter zweirädriger Trolley
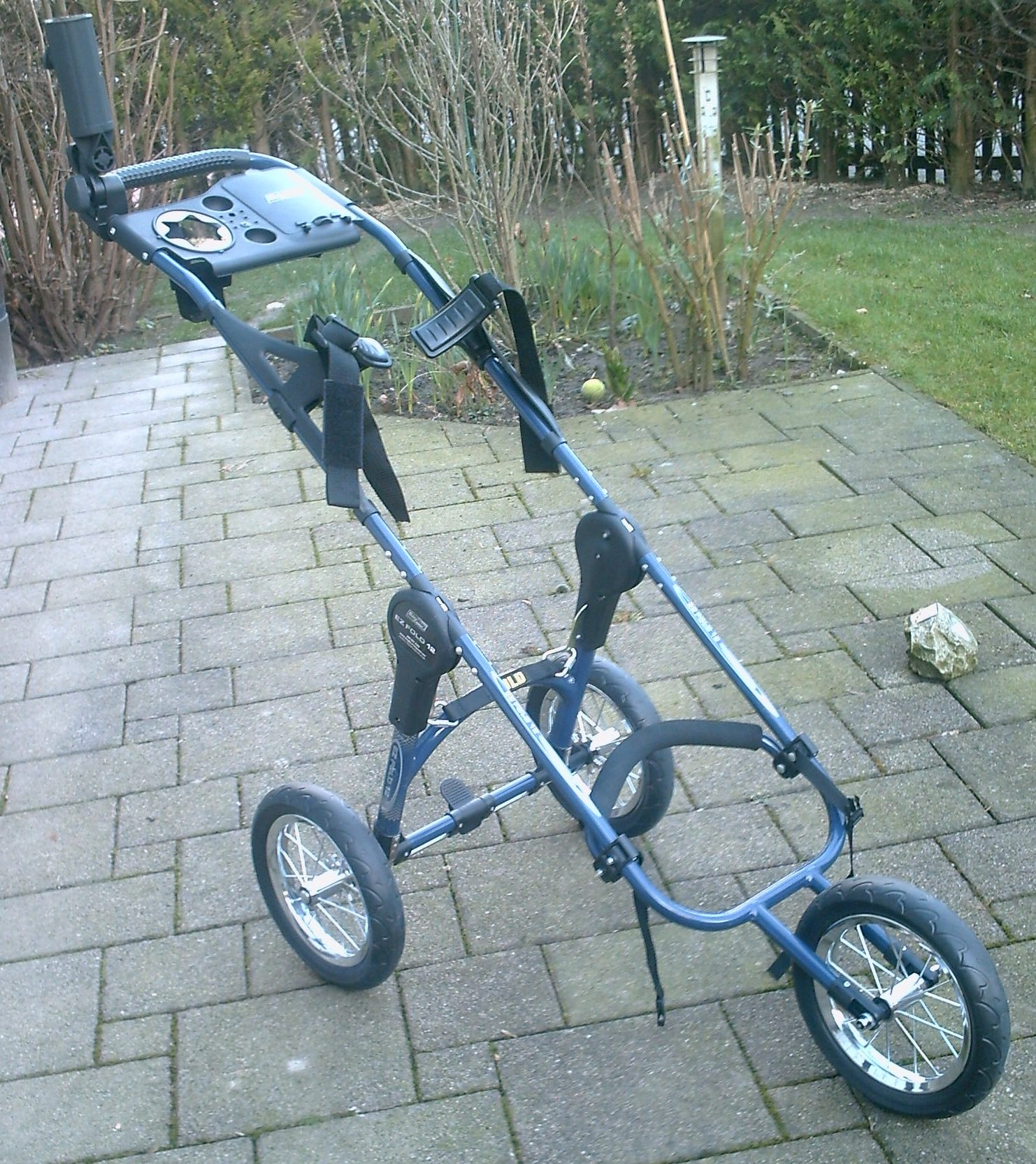
Unmotorisierter dreirädriger Pushtrolley
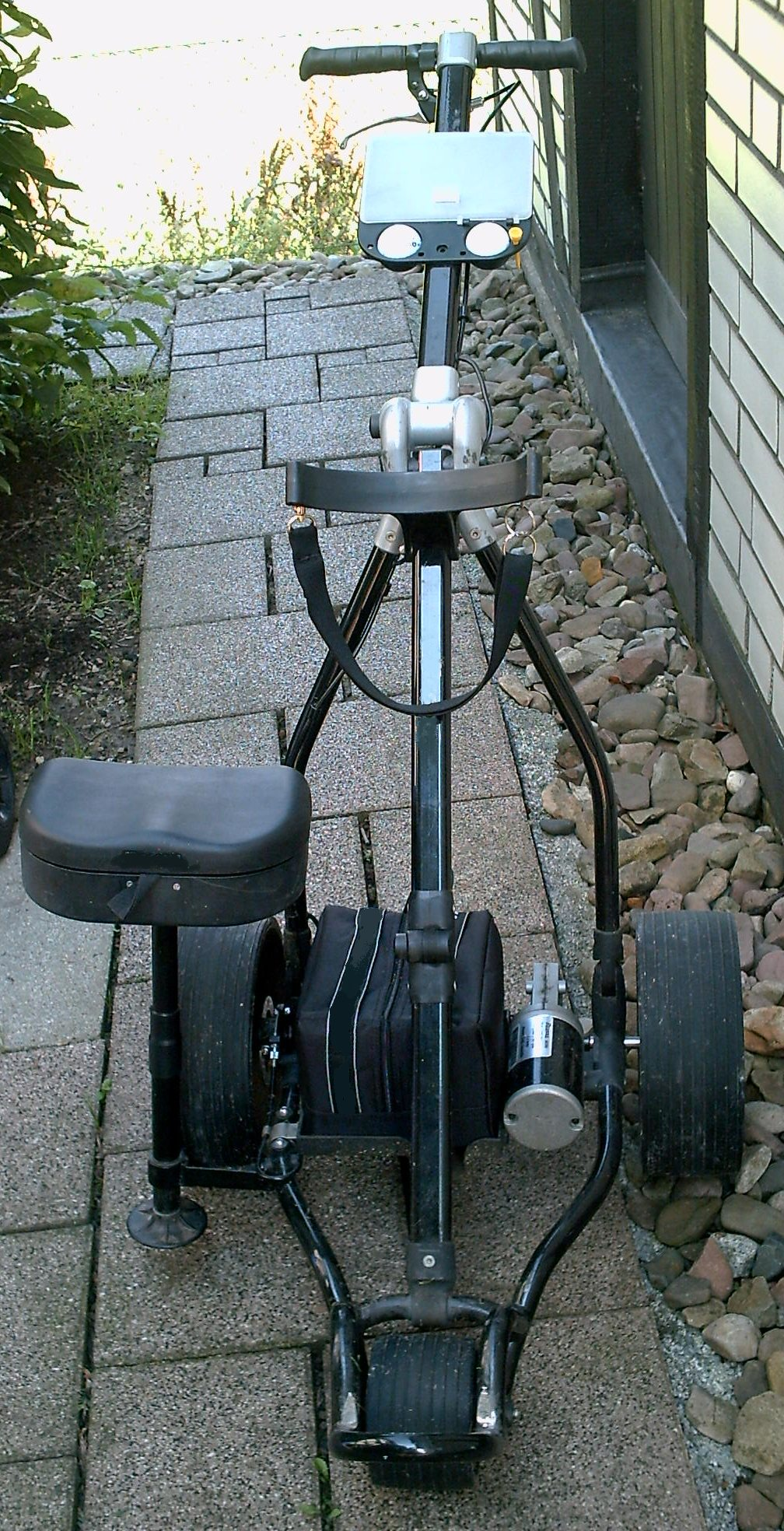
Dreirädriger Trolley mit Elektromotor und Sitz

## Golfplatz
Golf wird auf einem Golfplatz gespielt. Dieser hat in der Regel 9 bis 18 Spielbahnen (auch Löcher genannt), die jeweils aus den Grundelementen Abschlag, Fairway und Grün bestehen. Der Platz wird in der Regel von einem Golfarchitekten geplant und von einem üblich in der Rechtsform eines eingetragenen Vereins geführten Golfclub oder einer kommerziellen Betreibergesellschaft verwaltet. Die Pflege eines Golfplatzes ist sehr aufwendig und erfordert mehrere Greenkeeper sowie eine Reihe von Spezialmaschinen. Die Pflegekosten sind abhängig vom Anspruch an die Platzqualität und liegen bei den meisten Anlagen zwischen 300.000 und 900.000 Euro jährlich.

## Zugang zum Golfsport

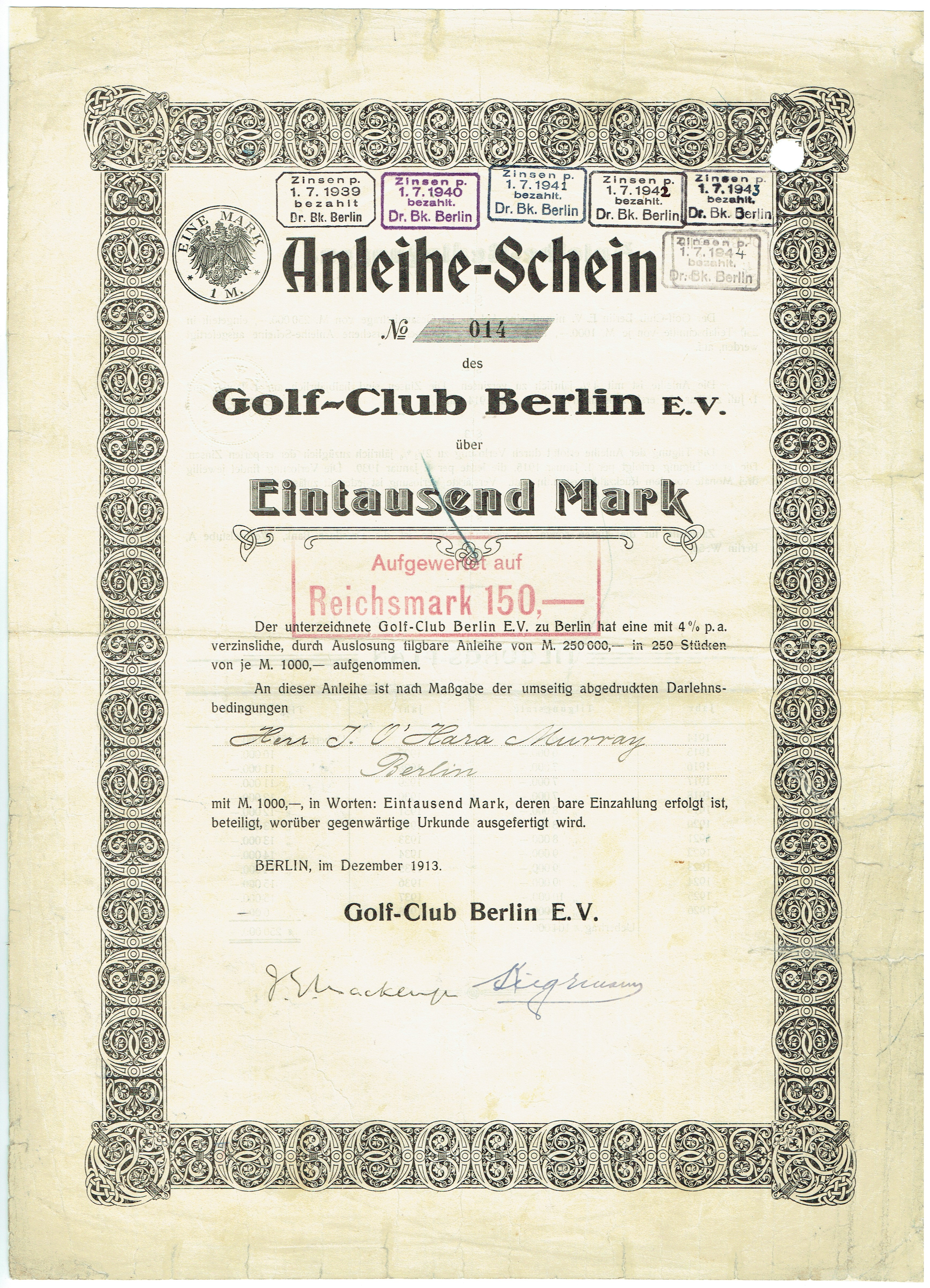
Der Golf-Club Berlin e. V. legte 1913 eine Anleihe zur Finanzierung seiner Aktivitäten auf

Golf war lange Zeit ein Sport, der durch den erforderlichen Zeit- und Kapitaleinsatz eine recht hohe Einstiegsbarriere hatte (ähnlich dem Reit- und Segelsport). Zum einen lag das daran, dass Bau und Unterhalt eines Golfplatzes sehr teuer sind, was dann in Form hoher Aufnahme- und Jahresgebühren auf die Mitglieder umgelegt wurde. Außerdem war die umfangreiche Ausrüstung früher relativ teuer, da sie aus England importiert werden musste.
Heute hat sich das weitgehend geändert, da es inzwischen viele öffentliche Golfplätze gibt und auch die Ausrüstung im normalen Sportfachhandel erhältlich ist. Auf den öffentlichen Anlagen kann jeder Golf üben und spielen, es sind ganz normale, in der Regel gewinnorientierte Dienstleistungsbetriebe. Dazu haben die meisten privaten Golfclubs ihre Plätze für Tagesgäste geöffnet, allerdings behalten sie sich diverse Zugangsbeschränkungen vor. Insbesondere soll natürlich den beitragzahlenden Mitgliedern ein geordneter Spielbetrieb ermöglicht werden, was sich ansonsten gerade an den Wochenenden als problematisch erweisen könnte.
Es ist strittig, inwieweit sich auch heute noch bei einigen besonders traditionellen Golfclubs die Meinung gehalten hat, dass die Zugangsbeschränkungen auch dazu dienen sollen, eine gewisse soziale Homogenität in der Golfgemeinschaft zu fördern. Es gibt vereinzelte Indizien, die auf solche Praktiken hinweisen, zum Beispiel wenn von der Zugangsbeschränkung nur Golfer von Clubs mit „Billigangeboten“ erfasst werden. Ein in diesem Zusammenhang geäußertes Gegenargument ist, dass diese Zugangsbeschränkungen sich auf Golfclubs jüngeren Gründungsdatums oder freie Spielgemeinschaften bezögen, deren Mitglieder noch nicht im selben Maß zur Schaffung golferischer Infrastruktur beigetragen hätten wie Mitglieder älterer Clubs. Insoweit habe dieser Nutzungsvorbehalt aus Sicht der traditionellen Clubs keine sozialen Gründe, vielmehr solle Solidarität zwischen Golfanlagen hergestellt werden, die einen vergleichbaren Beitrag zur Entwicklung des Sports an sich geleistet hätten.
In Deutschland, Österreich, der Schweiz und wenigen anderen Ländern wird die Erlaubnis, auf einem Golfplatz zu spielen, von der Erlangung der sogenannten Platzreife (PR) oder Platzerlaubnis (PE) abhängig gemacht, die in PE-Kursen erworben werden kann. Hier werden die Grundlagen des Spiels und der Golfetikette erlernt. Wichtig ist, dass diese PE nur für den jeweiligen Golfclub gilt, ein anderer Golfclub muss sie nicht anerkennen. In vielen Fällen benötigt man ein Handicap, um auf anderen Plätzen spielen zu dürfen, oft wird auch verlangt, dass das Handicap von einem bestimmten Golfverband zugeteilt wurde (z. B. einem, der Mitglied in der European Golf Association ist). Bei vielen Clubs muss man darüber hinaus zu Stoßzeiten ein Mindest-Handicap vorweisen (häufig −36 oder besser am Wochenende) oder darf überhaupt nur in Mitgliederbegleitung abschlagen.
In Deutschland kann man auch außerhalb eines traditionellen Golfclubs, etwa als Mitglied der VcG, ein Handicap führen. Eine ähnliche Organisation gibt es mit der ASGI in der Schweiz. Weiterhin werden von vielen Golfclubs die sogenannten Fernmitgliedschaften angeboten für Spieler, die nicht im jeweiligen Einzugsbereich wohnen. Das freie Spielrecht auf dem Heimatplatz ist dabei zwar teilweise eingeschränkt, dafür sind die Mitgliedsgebühren aber auch erheblich niedriger. Daneben existieren eine Reihe kleinerer Anbieter, die noch günstigere Auslandsmitgliedschaften oder Handicapverwaltungen ohne Bindung an einen Golfplatz oder Golfverband verkaufen. Manche Betreiber von Golfplätzen schließen Kunden dieser Organisationen jedoch als Gastspieler aus oder verlangen von ihnen eine höhere Green Fee.
In Skandinavien und den traditionellen Urlaubsregionen für Golfer (Spanien, Portugal, Nordafrika, Türkei) sind Gäste fast überall willkommen, von der Forderung eines Mindest-Handicaps rückt man aber noch nicht flächendeckend ab. In den angloamerikanischen Ländern ist Golf hingegen ein Breitensport, es gibt eine große Anzahl an öffentlich zugänglichen Plätzen, die gegen alleinige Zahlung einer Green Fee bespielbar sind. Andererseits finden sich in den USA auch viele sehr exklusive und rein private Clubs, die Gäste grundsätzlich nur in Begleitung eines Clubmitglieds zulassen.

### Range Fee
Die Range Fee ist eine Gebühr, die vom Betreiber einer Golfanlage für die Nutzung der Übungseinrichtungen (Driving Range, Pitching und Chipping-Green, Putting-Green und oftmals auch der 6-Loch-Kurzplatz) erhoben wird. Zusätzlich wird in der Regel eine Nutzungsgebühr für die auf der Driving Range abgeschlagenen Bälle erhoben. Gelegentlich wird statt der Range Fee für die Nutzung der Übungsbälle ein höherer Preis berechnet. Es ist grundsätzlich verboten, mit Rangebällen auf dem regulären Platz zu spielen. Für die Mitglieder des jeweiligen Golfclubs ist die Range Fee durch den Mitgliedsbeitrag bereits abgedeckt, gelegentlich wird auch ein Rabatt auf die Übungsbälle eingeräumt.

Green Fee Tag (zur Befestigung am Golfbag)

### Greenfee
Die Greenfee muss vom Golfspieler entrichtet werden, wenn er kein festes Mitglied des Golfclubs ist. Sie dient sozusagen als Eintrittspreis auf fremden Plätzen. In der Greenfee ist die Range Fee enthalten.

### Jahresbeitrag
Der Golfspieler kann einem Golfclub beitreten und festes Mitglied werden, dabei fällt in der Regel ein Jahresbeitrag an, der den Golfspieler dann im Allgemeinen zur grundsätzlich unbegrenzten Nutzung des Platzes berechtigt. Ein Greenfee fällt für ihn auf diesem Platz dann nicht mehr an. Die Höhe der Jahresbeiträge werden von den Golfclubs selbst bestimmt und können dabei sehr stark variieren.

## Inklusion

Special Olympics Athlet Spencer Stemple, Coonskin Park in Charleston, 2011

Golf (Special Olympics) ist eine Sportart, die auf den Regeln von Golf beruht und in Wettbewerben und Trainingseinheiten der Organisation Special Olympics weltweit für geistig und mehrfach behinderte Menschen angeboten wird. Golf ist seit 1995 bei Special Olympics World Games vertreten.

## Große Turniere

### Majors
| Turnier               | Ort                   | Entstehung | Termin |
| --------------------- | --------------------- | ---------- | ------ |
| US Masters            | Augusta, Georgia, USA | 1934       | April  |
| PGA Championship      | USA                   | 1916       | Mai    |
| U.S. Open             | USA                   | 1895       | Juni   |
| The Open Championship | UK                    | 1860       | Juli   |

#### Herren
Die vier größten und bedeutendsten jährlich stattfindenden Turniere sind die Majors. Früher gehörten die zwei wichtigsten Amateurturniere (British Amateur und US Amateur) zu den Majors, heute sind die besten Spieler ausnahmslos Profis und die Majors sämtlich Profiturniere. Mitunter können sich auch Amateure oder Teaching Professionals für die Turniere qualifizieren, für gewöhnlich spielen sie aber nicht um den Sieg mit.
Der Augusta National Golf Club führt im April das erste Major des Jahres durch. Das US Masters in Augusta, Georgia ist das einzige Major, das immer auf demselben Platz stattfindet, wenn dieser auch beständig umgebaut wird. Im Mai organisiert die Spielergewerkschaft PGA of America die PGA Championship. Im Juni tritt die Weltelite zur U.S. Open an, die seit 1895 von der USGA ausgerichtet wird und somit von allen Majors über die größte Kontinuität bezüglich des Veranstalters verfügt. Das älteste Major (Erstaustragung 1860) und gleichzeitig das einzige außerhalb der USA ist The Open Championship im Juli. Sie wird immer auf einem Links-Platz in Großbritannien gespielt und seit 1920 von der R&A veranstaltet.

#### Damen
Bei den Damen werden folgende Wettbewerbe als „Major“ qualifiziert:
- The Chevron Championship (Mission Hills Country Club, Kalifornien, USA, seit 1972) im März/April
- LPGA Championship (USA, seit 1955) im Juni
- U.S. Women’s Open Championship (USA, seit 1946) im Juni/Juli
- Women’s British Open (UK, seit 1976) im August
- The Evian Championship (Frankreich, seit 2013) im September

### Olympische Spiele
Seit den Sommerspielen 2016 ist Golf nach 112 Jahren wieder olympisch. Inbee Park (KOR) und Justin Rose (GBR) gewannen in Rio die Goldmedaillen. In Tokio gewannen Xander Schauffele und Nelly Korda (beide USA) die Goldmedaillen.

### Teamwettbewerbe
Jedes zweite Jahr treten die Teams der USA und von Europa gegeneinander an, um den Gewinner des Ryder Cups zu ermitteln. Jedes Team besteht aus zwölf Spielern, es werden sowohl Vierer als auch Einzel gespielt, die Spielform hier ist im Gegensatz zu den Majors das Lochspiel. Der Ryder Cup wird gemeinsam von der PGA of America und der PGA European Tour administriert.
In den Jahren, in denen der Ryder Cup pausiert, gibt es ein ähnliches, wenn auch weniger prestigeträchtiges Turnier, den sogenannten Presidents Cup. Dabei tritt das Team der USA gegen den „Rest der Welt außer Europa“ an. Die Europäer tragen in jenen Jahren die Seve Trophy aus, ein Vergleich zwischen Kontinentaleuropa und Großbritannien & Irland. Ein weiterer Mannschaftswettbewerb war die Royal Trophy, bei der sich von 2006 bis 2013 Golfer aus Europa und Asien gegenüberstanden.
Der wichtigste Teamwettbewerb bei den Damen ist der Solheim Cup, der das weibliche Pendant zum Ryder Cup darstellt.

### Sonstige
Die wichtigsten Turnierserien der Professionals werden von der US-amerikanischen PGA Tour und der europäischen PGA European Tour organisiert. Die meisten dieser Turniere werden, wie auch die Majors, als Zählspiel über vier Runden ausgetragen, die an vier aufeinander folgenden Tagen stattfinden. Normalerweise sind das Donnerstag bis Sonntag, gelegentlich kommt es jedoch zu wetterbedingten Verschiebungen. Nach der zweiten Runde wird nur noch eine beschränkte Teilnehmerzahl, in der Regel etwa die Hälfte des Feldes, für die beiden Endrunden zugelassen. Der sogenannte Cut ist die Platzierung, die nach den beiden ersten Runden erreicht werden muss, um an den Finalrunden teilnehmen zu dürfen. In den meisten Fällen geht das Erreichen des Cuts mit der Ausbezahlung von Preisgeld an die entsprechenden Spieler einher.

### Senior Majors
Im professionellen Seniorenbereich, das sind Golfer über 50 Jahre, finden alljährlich fünf Major Championships statt. Diese Turniere gehen über vier Runden, anders als die üblichen Seniorenturniere, die schon nach drei Runden ausgespielt sind. Vier dieser sogenannten Senior Majors werden von der nordamerikanischen Turnierserie Champions Tour auf US-amerikanischen Plätzen ausgerichtet, während die Senior British Open von der European Seniors Tour auf britischem Boden veranstaltet wird.
Im Einzelnen sind das die folgenden Turniere (in der aktuellen Reihenfolge der Austragung):
- The Tradition (zur Champions Tour gehörig seit der Gründung 1989) – Austragung im Mai
- Senior PGA Championship (gegründet 1937; zur Champions Tour gehörig seit 1980; zur European Seniors Tour gehörig seit 2007) – Mai
- Senior British Open Championship (zur European Seniors Tour gehörig seit der Gründung 1987; zur Champions Tour gehörig seit 2003) – Juli
- U.S. Senior Open (zur Champions Tour gehörig seit der Gründung 1980) – Juli
- Senior Players Championship (zur Champions Tour gehörig seit der Gründung 1983) – August

## Variationen des traditionellen Golfs
Neben dem traditionellen Golf gibt es eine Reihe Varianten dieses Sports:
- Einstiegsvarianten
  - Crossgolf
  - Swingolf

- Kleingolfvarianten
  - Bahnengolf
  - Bürogolf
  - Minigolf
  - Indoor Golf
  - Pitch and putt

- Nahe Varianten
  - Schneegolf
  - Hickory-Golf
  - Speed Golf

- Verwandte Sportarten
  - Discgolf
  - Leitergolf
  - Fußballgolf